# Liebe (Sido-Lied)
Liebe ist ein Lied des deutschen Rappers Sido. Es erschien am 29. November 2013 als 10. Titel seines fünften Soloalbums 30-11-80.

## Entstehung

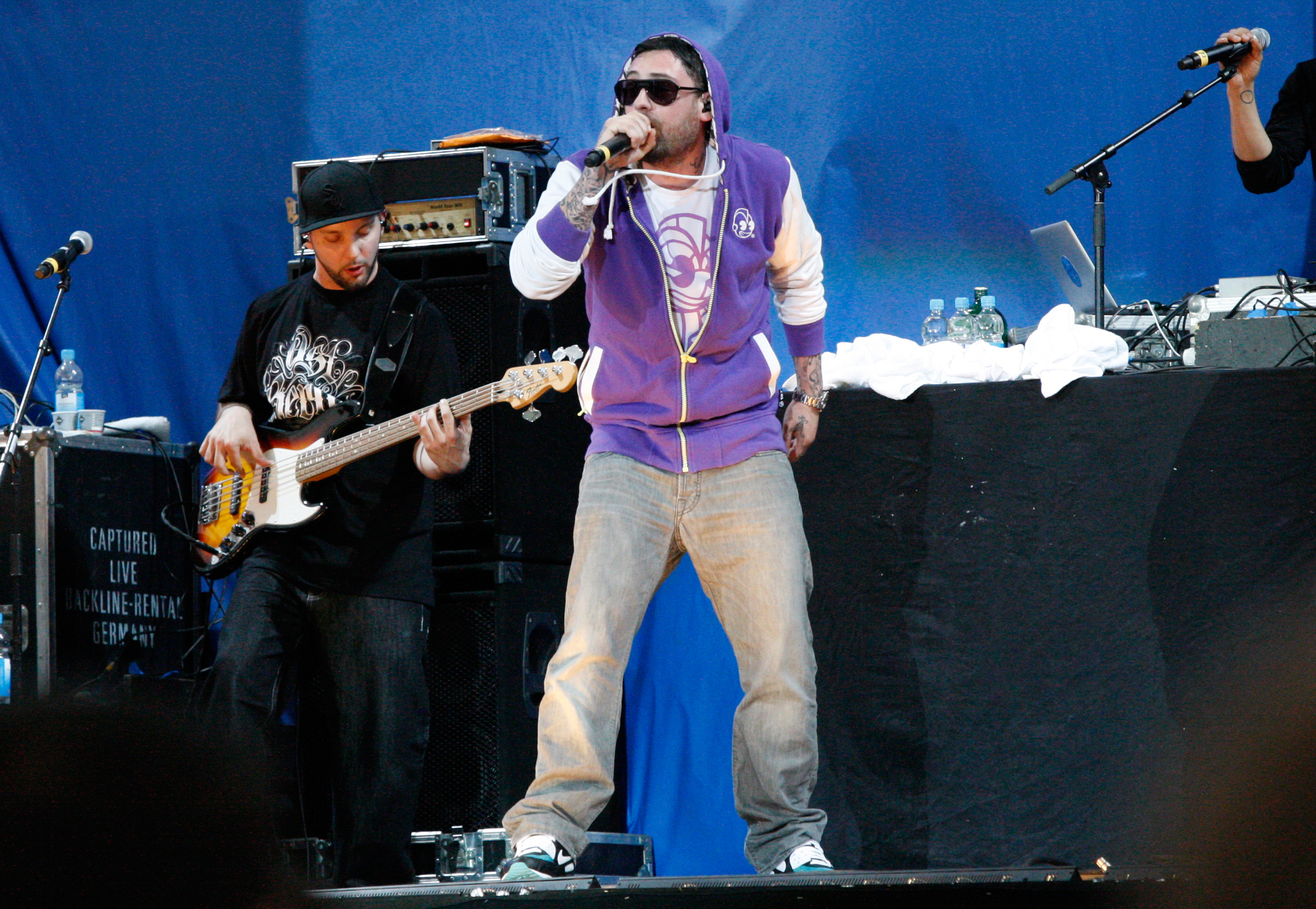
Sido

Geschrieben wurde das Lied von Paul Würdig (Sido). Komponiert und produziert wurde es vom deutschen Produzententeam FNSHRS. (bestehend aus: Paul Neumann (Paul NZA), Marek Pompetzki und Cecil Remmler). Die Produzenten haben schon bei vorherigen Produktionen mit Sido zusammengearbeitet. An der Aufnahme der Vocals war außerdem die Berliner Songwriterin Celina Bostic beteiligt.
Das Lied setzt sich, genauso wie das dazugehörige Album 30-11-80, deutlich von seinen früheren Produktionen des Gangster-Raps ab.

## Veröffentlichung
Das Lied wurde am 29. November 2013 über das Sublabel Universal Urban veröffentlicht und wird über Vertigo Records vertrieben. Es ist der 10. Titel seines fünften Soloalbums 30-11-80 und auch einzeln als Single verfügbar. Das Musikvideo wurde am 6. März 2014 auf YouTube bereitgestellt.
Das Lied erhielt in Deutschland für mehr als 300.000 verkaufte Exemplare Platin-Status.

## Inhalt
Der Liedtext zu Liebe ist in deutscher Sprache verfasst. Musikalisch bewegt sich das Lied im Bereich des Raps und der Popmusik. Sido thematisiert verschiedene Formen und Ausprägungen von Liebe. Er rappt über menschliche Gefühle und Zuneigung zu jemandem, den man sehr schätzt. Inhaltlich reflektiert er somit auch sein eigenes Leben, was sich mit der Beziehung zu seiner Frau Charlotte Würdig stark verändert hat.
Sido zählt im gesamten Lied mehrere Dinge auf, die im Laufe einer Beziehung passieren können, zum Beispiel den ersten Kuss, Sex, Schlaflosigkeit, Rücksicht, Streit und Vertrauen.